# 19 Dywizja Piechoty (Imperium Rosyjskie)
19 Dywizja Piechoty (ros. 19-я пехотная дивизия) – dywizja piechoty Armii Imperium Rosyjskiego, w tym okresu działań zbrojnych I wojny światowej.

## Charakterystyka
W 1914 wchodziła w skład 12 Korpusu Armijnego. Sztab dywizji stacjonował w Humaniu. W tym czasie dywizja etatowo posiadała cztery pułki po cztery bataliony oraz brygadę artylerii polowej z 6 bateriami po 8 dział. Doświadczenie zdobyte podczas walk na frontach I wojny światowej  skutkowało zmianami organizacyjnymi. Zimą z 1916 na 1917 rozpoczęto reorganizację dywizji piechoty. Zredukowano liczbę batalionów z 16 do 12 i zmniejszono liczbę dział polowych na mniej aktywnych odcinkach frontu.

## Struktura organizacyjna
Organizacja w 1914
- 1 Brygada Piechoty (Winnica)
  - 73 Krymski pułk piechoty (Winnica)
  - 74 Stawropolski pułk piechoty (Humań)
- 2 Brygada Piechoty (Tulczyn)
  - 75 Sewastopolski pułk piechoty (Hajsyn)
  - 76 Kubański pułk piechoty (Tulczyn)
- 19 Brygada Artylerii (Winnica)